# Gardenia tinneae
Gardenia tinneae là một loài thực vật có hoa trong họ Thiến thảo. Loài này được Kotschy & Heuglin mô tả khoa học đầu tiên năm 1865.